# 18295 Боріспетров
18295 Боріспетров (18295 Borispetrov) — астероїд головного поясу, відкритий 2 жовтня 1978 року.
Тіссеранів параметр щодо Юпітера — 3,311.